# Edward Byron Reuter
Edward Byron Reuter (* 19. Juli 1881 in Holden, Missouri; † 28. Mai 1946 in Nashville) war ein US-amerikanischer Soziologe und 23. Präsident der American Sociological Association.
Reuter studierte Sozialwissenschaften an der University of Missouri, unter anderen bei Thorstein Veblen. 1910 machte er dort sein Bachelor-Examen, 1911 das Master-Examen. Die nächsten drei Jahre war er als Rektor einer High School in Kalifornien tätig. Danach setzte er sein Soziologie-Studium an der University of Chicago fort, wo er von Albion Woodbury Small, William Isaac Thomas, Robert Ezra Park und George Herbert Mead beeinflusst wurde. 1919 wurde er mit der Dissertation The Mulatto in the United States zum Ph.D. promoviert.
Als Professor lehrte Reuter an der University of Illinois, der Tulane University, der University of Iowa und schließlich von 1944 bis zu seinem Tod als Nachfolger von Robert E. Park an der Fisk University in Nashville.
In seinen Forschungen untersuchte Reuter insbesondere die Beziehungen zwischen biologischen und soziologischen Phänomenen sowie die Beziehungen zwischen ethnischen Gruppen. Er amtierte 1933 als Präsident der American Sociological Association.

## Schriften (Auswahl)
- Population Problems, 1923 (erweitert 1937)
- The American Race Problem, 1927 (erweitert 1938)
- Race Mixture, 1931
- Race and Culture Contacts, 1934.